# Governare la Cina
 Governare la Cina è un libro politico cinese in quattro volumi scritti da Xi Jinping, segretario generale del Partito Comunista e attuale leader della Cina. Il primo volume è stato pubblicato nel 2014, il secondo nel 2017, il terzo nel 2020 e il quarto nel 2022. Il lavoro è una raccolta di diversi discorsi e scritti di Xi sullo sviluppo della Cina nel XXI secolo. In un certo senso può essere considerato l'erede letterario del Libretto Rosso di Mao Zedong.

## Contenuto
Governare la Cina è composto da 178 scritti, organizzati tematicamente in 35 capitoli. I tre volumi dell'opera sono stati curati dall'Ufficio informazioni del Consiglio di Stato, l'ufficio di ricerca sulla letteratura del partito (del Comitato centrale CPC) e il gruppo editoriale internazionale cinese. I volumi sono intervallati anche dalla fotografia di Xi, che lo raffigura "al lavoro e nella vita quotidiana".
Nei testi si articola il pensiero e la filosofia politica di Xi Jinping, poiché tratta questioni riguardanti la Cina tra cui economia, politica interna, relazioni internazionali, infrastrutture, tecnologia, ambientalismo, coesistenza pacifica e politica militare. Il primo volume contiene in appendice la biografia politica di Xi. 

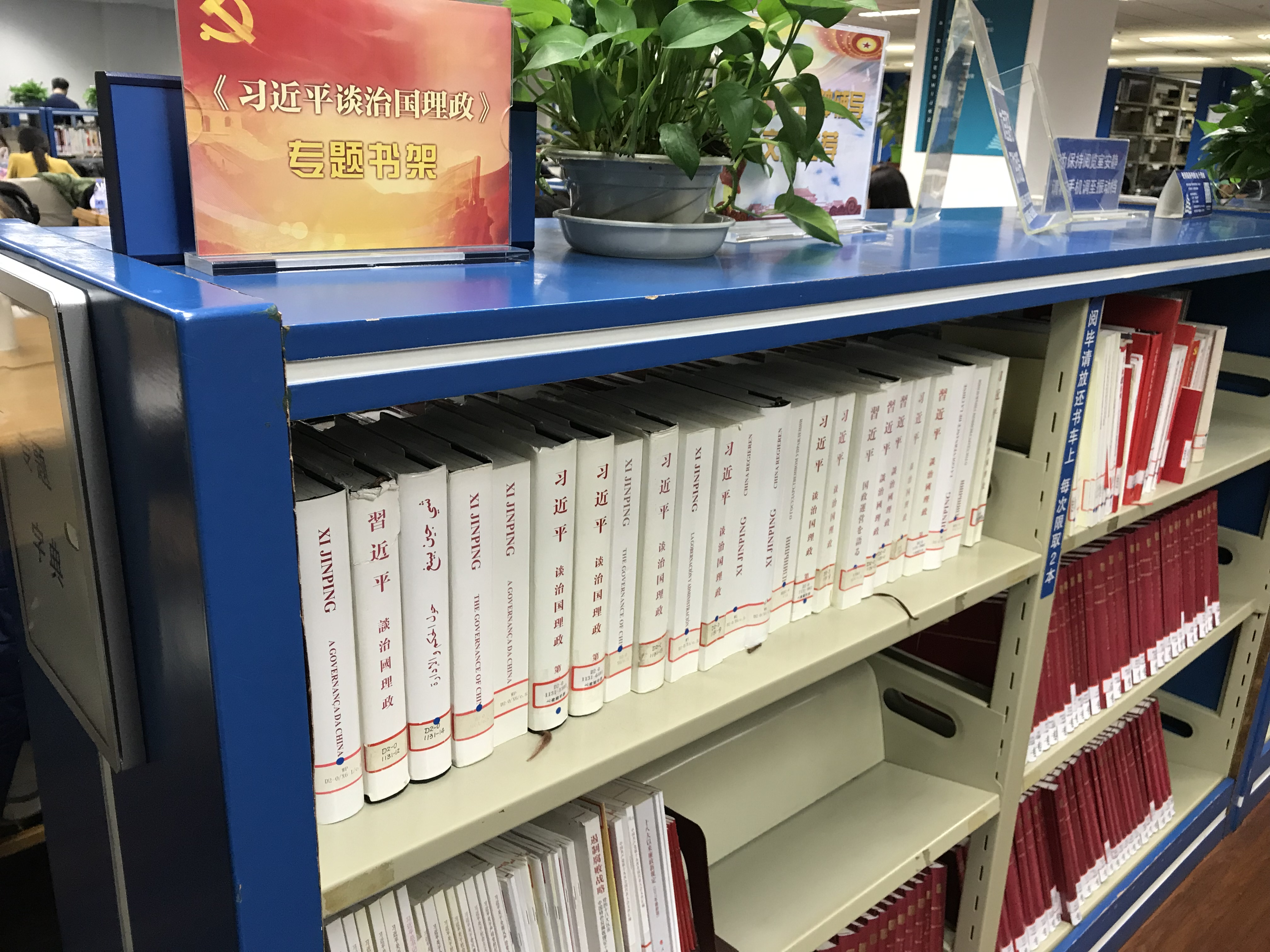
Diverse edizioni di Governare la Cina nella Biblioteca di Shanghai

I primi due volumi di Governare la Cina sono stati presentati al pubblico occidentale durante la Fiera del libro di Londra in occasione delle loro pubblicazioni, ed entrambi i volumi sono stati tradotti in altre lingue principali oltre al cinese, tra cui inglese, arabo, francese, tedesco, Giapponese, portoghese, russo e spagnolo e italiano.
Le versioni digitali in cinese e inglese del primo volume sono disponibili su piattaforme tra cui Amazon, OverDrive, CNPeReading e iReader.
In Italia i primi due libri sono stati pubblicati dalla Giunti.